# Erdmann (sächsische Familie)
Die Familie Erdmann war eine sächsische Familie von lutherischen Theologen, Medizinern und Künstlern, die zwischen dem 16. und 20. Jahrhundert vor allem rund um Dresden, Leipzig und Wittenberg angesiedelt war. Viele ihrer Mitglieder verbanden sich wiederum mit anderen bedeutenden Persönlichkeiten ihres Betätigungsfeldes und entwickelten die Familie somit zu einem weit verzweigten Netzwerk in unterschiedlichen Feldern der Wissenschaften und Künste.
Erster Ahnherr der sächsischen Erdmanns war Gregorius Erdmann aus Mühlberg (Elbe), der bereits im 16. Jahrhundert als Pfarrer und später als Theologe in Leipzig aktiv war. Wie er selbst studierten seine Nachfahren alle Theologie an der Fürstenschule in Pforta. Mit dem Nachfahre Johann Christoph Erdmann (1733–1812) erreichte die Familie Erdmann schließlich Bekanntheit und gesellschaftliches Ansehen, welches sich mit mehreren seiner kommenden Generationen bis ins frühe 20. Jahrhundert fortsetzte.

## Stammliste der Familie Erdmann
Gregorius Erdmann (1584–1665), Pfarrer und Theologe aus Mühlberg, Stammvater der sächsischen Erdmanns
- Mauritius Christian Erdmann (um 1640–?) Richter in Schirmenitz
⚭ Marta Thielemann
  - Christian Erdmann (um 1670–?) Einnehmer und Kaufmann in Strehla
    - Johann Christoph Erdmann (um 1700–?) ab 1731 Stadt- und Gerichtsschreiber in Mühlberg
⚭ Johanna Juchta (um 1710–?)
      - Johann Christoph Erdmann (1733–1812) Magister der Philosophie und Archidiaconus
⚭ 1761: Christiane Eleonore Clausnitzer (um 1743–?) Tochter des Propstes von Klöden Karl Gottlob Clausnitzer
        - Johanna Christiana Erdmann (1762–?)
⚭ (1) Christian Friedrich Franke (1767–1794) Professor der Theologie in Wittenberg
⚭ (2) Johann Christoph Gebhard Grebel (1762–1814) Königlich Sächsischer Appellationsrat in Dresden
          - Moritz Wilhelm Grebel (1800–1853) Doktor der Mathematik in Dresden und Zeitz
          - Rudolph Grebel (1803–1821)

        - Johann Gottlob Erdmann (1766–1826), Pfarrer in Königerode und Hecklingen (Anhalt)
⚭ 1799: Christina Sophia Pflaume (1772–?) aus der mitteldeutschen Patrizierfamilie Pflaume
          - Karl Ferdinand Erdmann (1803–1855), Chemiker in Leipzig
⚭ 1836: Kora Florentine geb. Erdmann (1806–1878), siehe Tochter von Carl Gottfried Erdmann (1774–1835)

        - Ernst Friedrich Erdmann (1771– um 1780)
        - Carl Gottfried Erdmann (1774–1835) Doktor der Medizin und praktischer Landes- und Amts-Physikus
⚭ Wilhelmine Friedericka Geringemuth (1781–?)
          - Otto Linné Erdmann (1804–1869) Chemiker und Universitätsrektor in Leipzig
⚭ 1828: Clara Jungnickel (1801–1863), Begründerin des Deutschkahotlischen Frauenhilfsvereins.
            - Carl Ludwig Erdmann (1829–1896), Advokat
⚭ Karoline Auguste Ziegert (?–1894)
              - 4 Töchter, 2 Söhne

            - Bernhard Arthur Erdmann (1830–1908) Mediziner in Dresden
⚭ Marianne Elisabeth Heine (1837–1910) Tochter des Architekten und Hochschulprofessors Gustav Heine (1802–1880)
              - 6 Töchter, 1 Sohn

            - Cora Wilhelmina Auguste Grosch, geb. Erdmann (1833–1902)
⚭ 1856: Georg Ferdinand Grosch (1820–1895) Badisch Großherzoglicher Postrat
              - Daniel Otto Lambert Ferdinand Grosch (1857–1929), Geheimer Regierungsrat in Karlsruhe
⚭ 1895: Maria Auguste Emilie Winter (1858–?)
              - Carl Leopold Bernhard Otto Grosch (1858–1859)
              - Clara Wagner-Grosch (1863–1932) deutsch-schweizerische Malerin
⚭ 1902: Jakob Wagner (1861–1915), schweizerischer Maler

            - Otto Erdmann (1834–1905) Maler in Düsseldorf
⚭ (1) 1864: Franziska Hubertina Franken (1843–um 1869) Tochter des Düsseldorfer Genremalers Theodor Franken
⚭ (2) 1872: Elisabeth Johanna Franken (1851–1901)
              - (aus 1) Maria Franziska Erdmann (1865–1866)

          - Kora Florentine geb. Erdmann (1806–1878) 
⚭ 1836: Karl Ferdinand Erdmann (1803–1855) Chemiker in Leipzig, siehe Sohn von Johann Gottlob Erdmann (1766–1826)
            - Konrad Felix Erdmann (1840–1884), Direktor der Duisburger Maschinenbau Fabrik A.G.
⚭ 1867: Auguste Friederike Wilhelmine Karoline Maria Louisa Mathilde Hallwachs (1842–1906), Enkelin des großherzoglich hessischen Außenministers Wilhelm Hallwachs
              - Gertrud Städel, geb. Erdmann (1879–1960)
⚭ 1901: Eduard Städel (1870–1926), Sohn des deutschen Chemikers Wilhelm Staedl

          - Einige weitere bereits vor 1835 gestorben

        - Johann Friedrich Erdmann (1778–1846) Königlich sächschicher Leibarzt und Professor in Kasan und Dorpat
⚭ Friederika Anna Dorothea von Kalm (1787–?)
          - Karl Michael Theodor Friedrich Erdmann (1816–1887), Marine- und Stabsarzt in Kasan und Dresden
⚭ Cäcilie Gilbert
            - Carl Otto Bernhard Erdmann (1858–1931)

          - Gustav Wilhelm von Erdmann (1818–1883), auch Эрдман, Густав Фёдорович, kaiserlich russischer Militärgouverneur und Marine-Admiral
⚭ (1) Wilhelmina Natalie Anna Louise Freiin von Ungern-Sternberg (1829–1865)
⚭ (2) Emmeline Henriette Eleonore von Böhlendorf (1843–1931)
            - (aus 1) Anna Gustavovna De Livron, geb. Erdmann (um 1865–1917)
⚭ Karl Georg De Livron (1838–1918), auch Деливрон, Карл Карлович, kaiserlich russischer General
              - Alexander Karlovitch (1886–1906), auch Александр Карлович, kaiserlich russischer Offizier
              - Nina Carlovna de Livron
⚭ Michael Vasilievich Enwald (1868–1928), auch Михаила Васильевича Энвальда, russischer Generalmajor und Großvater der französischen Schauspielerin Marina Vlady, die mit dem russischen Sänger Wladimir Semjonowitsch Wyssozki verheiratet war.